# Nebome
Nebome (Nevome), ogranak Pima Bajo Indijanaca nastanjenih na obje obale rijeke Río Yaqui u meksičkoj državi Sonora. jezično pripadaju skupini Piman, porodica Juto-Asteci. Pleme Nebome danas je glavno preživjelo pleme iz grupe Pima Bajo, dok su ostalih njihovi srodnici Ures, nestali. Godine 1989. ima ih oko 1,000. Agrikultura (kukuruz). 

## Vanjske poveznice
- Indios Pima, grupo étnico que habita en la Sierra Madre Occidental[neaktivna poveznica]